# Matthew Wood
Matthew Wood (Walnut Creek, 15 de agosto de 1972) é um sonoplasta e dublador estadunidense. Tornou-se conhecido por seu trabalho na Skywalker Sound, onde dublou General Grievous em Star Wars: Episode III - Revenge of the Sith e The Clone Wars.

## Prêmios e indicações
- Indicado: Oscar de melhor edição de som — There Will Be Blood (2007)
- Indicado: Oscar de melhor edição de som — WALL·E (2008)
- Indicado: Oscar de melhor edição de som — Star Wars: The Force Awakens (2015)